# Kanton Ax-les-Thermes
Kanton Ax-les-Thermes (francouzsky Canton d'Ax-les-Thermes) je francouzský kanton v departementu Ariège v regionu Midi-Pyrénées. Tvoří ho 14 obcí.

## Obce kantonu
- Ascou
- Ax-les-Thermes
- L'Hospitalet-près-l'Andorre
- Ignaux
- Mérens-les-Vals
- Montaillou
- Orgeix
- Orlu
- Perles-et-Castelet
- Prades
- Savignac-les-Ormeaux
- Sorgeat
- Tignac
- Vaychis